# Lubawka
Lubawka (německy Liebau, česky Libava, ale běžně i Lubavka) je nevelké město a gmina v Dolnoslezském vojvodství v jihozápadním Polsku. Lubawka leží na hranici s českým Královéhradeckým krajem. Spadá pod okres Kamenná Hora a je jedním ze dvou jeho měst. V roce 2007 zde žilo 6410 obyvatel.
Mezi pamětihodnosti patří několik katolických (převážně barokních) kostelů, polskokatolický kostel a radnice.
V Lubawce se nachází silniční (do 9 tun) i železniční hraniční přechod s českou obcí Královec. Doprava na železničním přechodu byla několikrát zastavena a obnovena, nyní (rok 2024) ji provozuje společnost Koleje Dolnośląskie na trase Královec - Sędzisław v rozsahu sedmi párů za den, čtyři páry pokračují až do Trutnova. Místní dráha do Okřešína byla zrušena. Bývalá železniční stanice v Lubawce je změněna na zastávku s nákladištěm a rozsáhlá nádražní budova je v havarijním stavu.
Městem prochází důležitá státní silnice číslo 5, začínající na hranicích s Českem a směřující k Baltskému moři u Gdaňsku. Jenže původně byla silnice nižšího významu, čemuž odpovídá i její šířka a velice nekvalitní povrch. Silnici má v budoucnu nahradit obchvat rychlostní silnice S3 od Štětína k českým hranicím. Až teprve poté bude moci být omezení kamionové dopravy nad 9 tun přes hraniční přechod povoleno.

## Fotogalerie

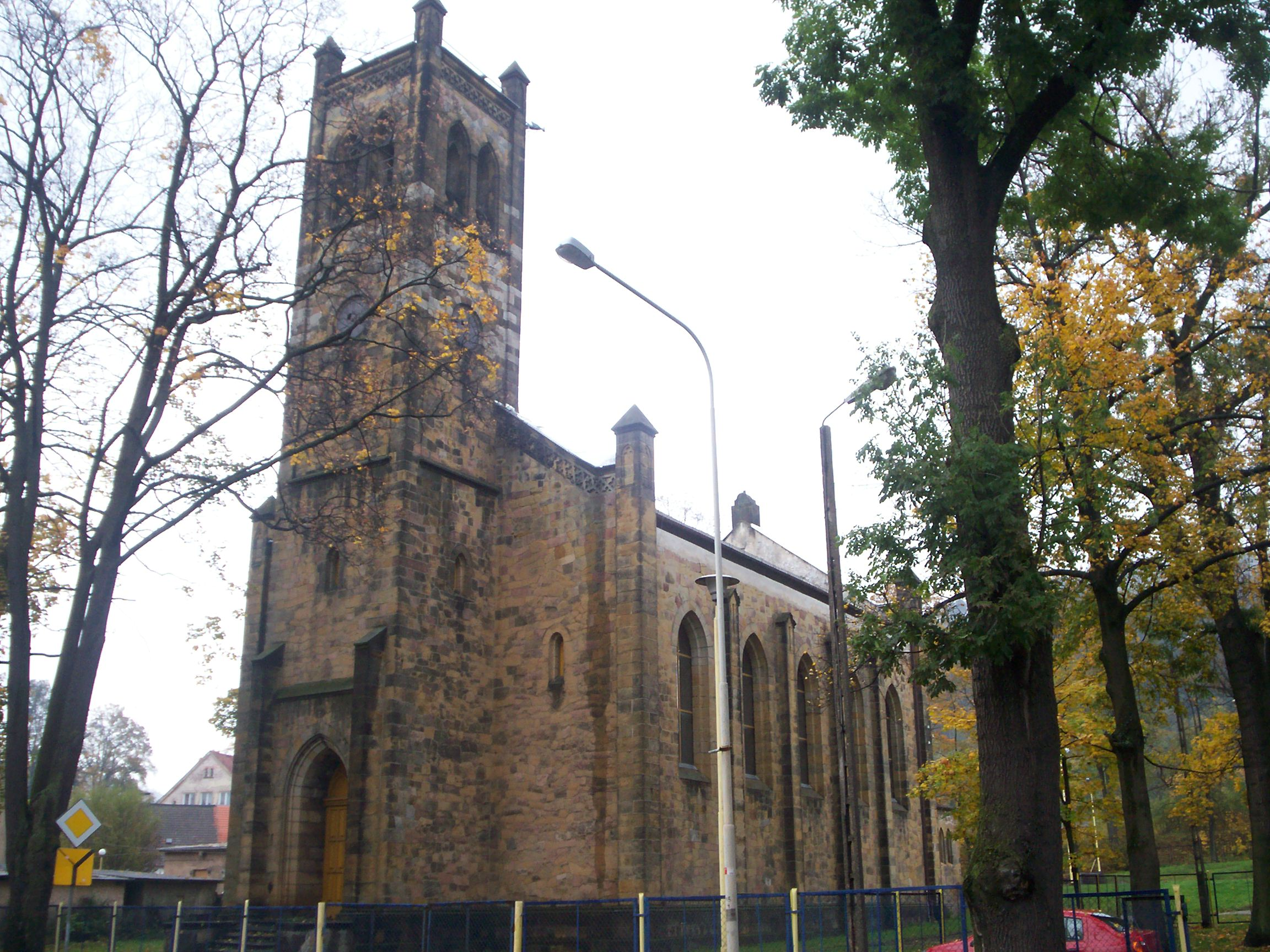
Evangelický kostel v Lubavce
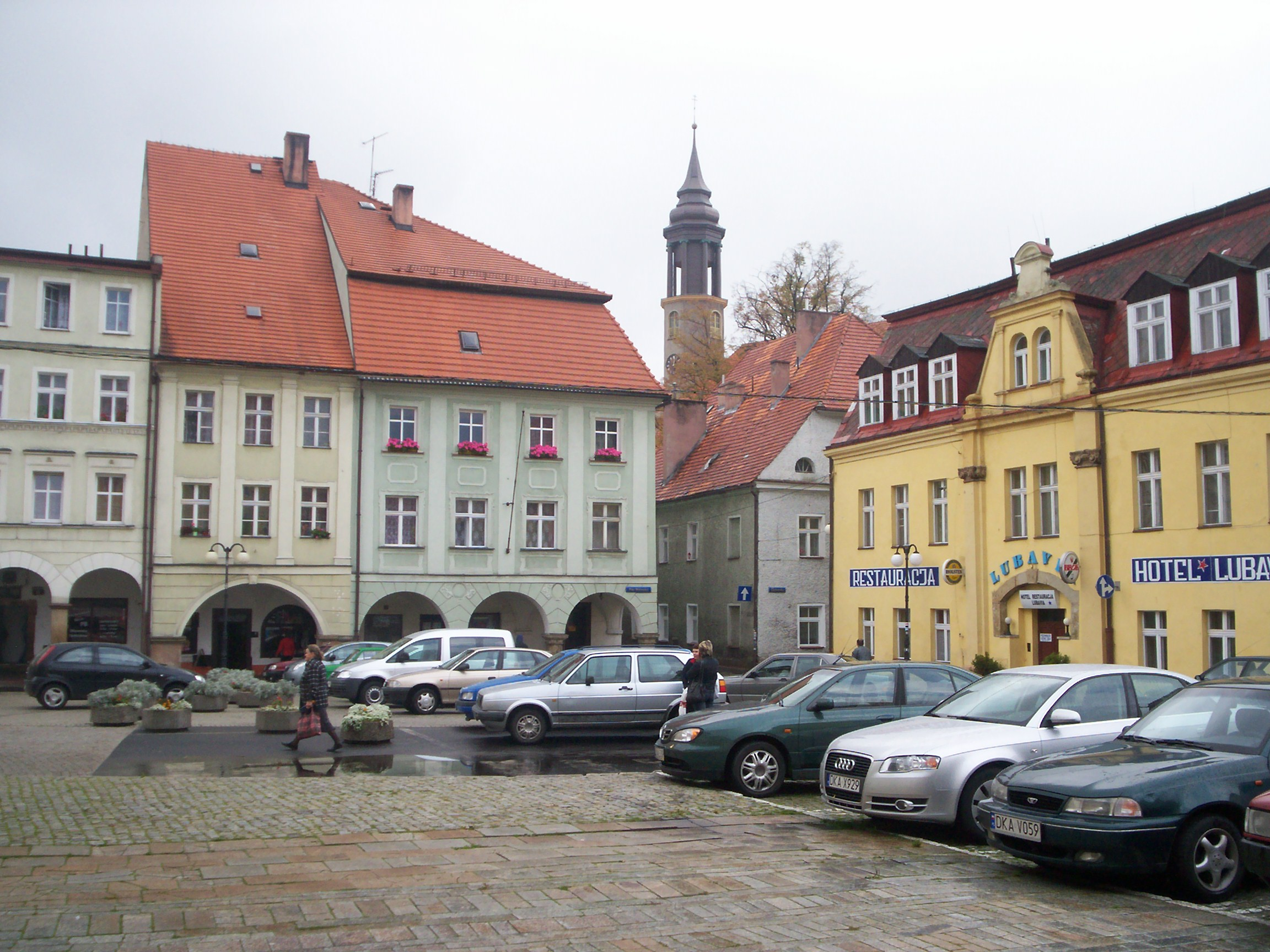
Náměstí
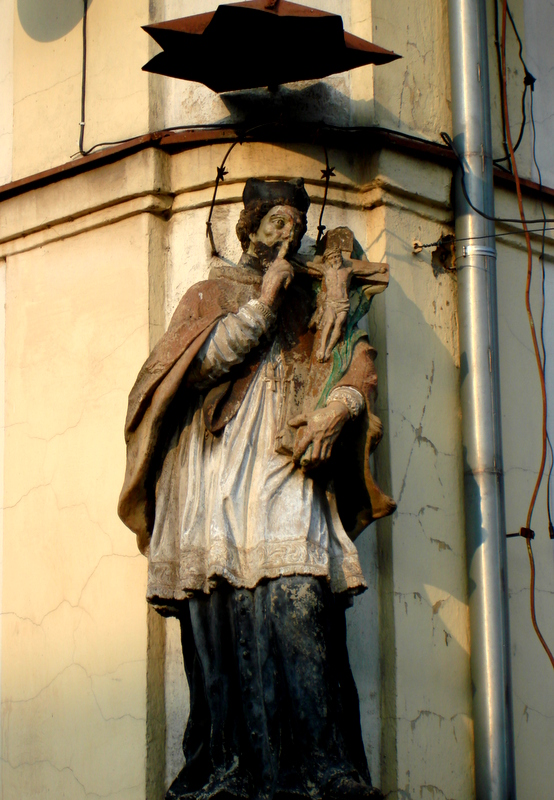
Socha svatého Jana Nepomuckého
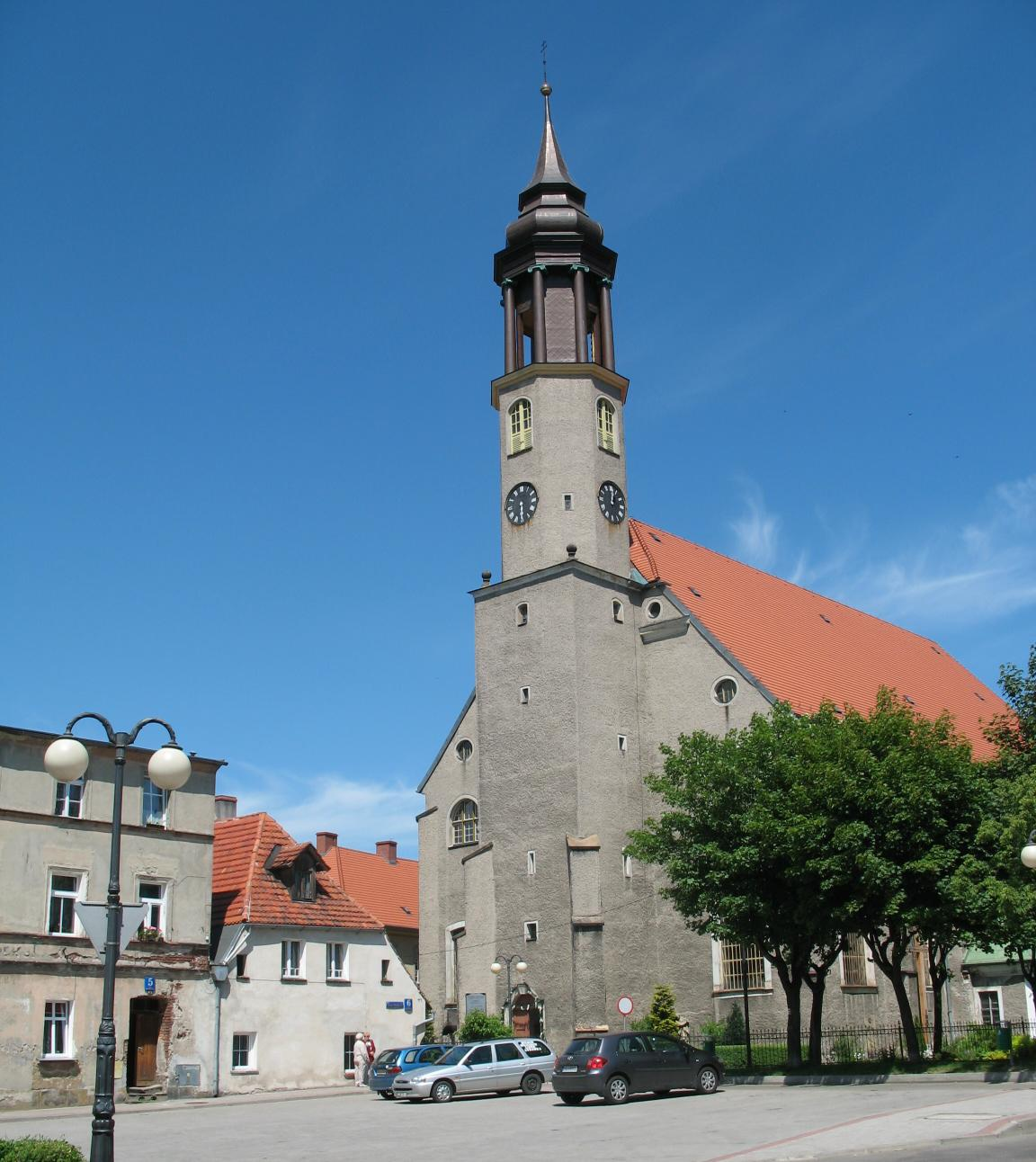
Kostel Nanebevzetí Panny Marie
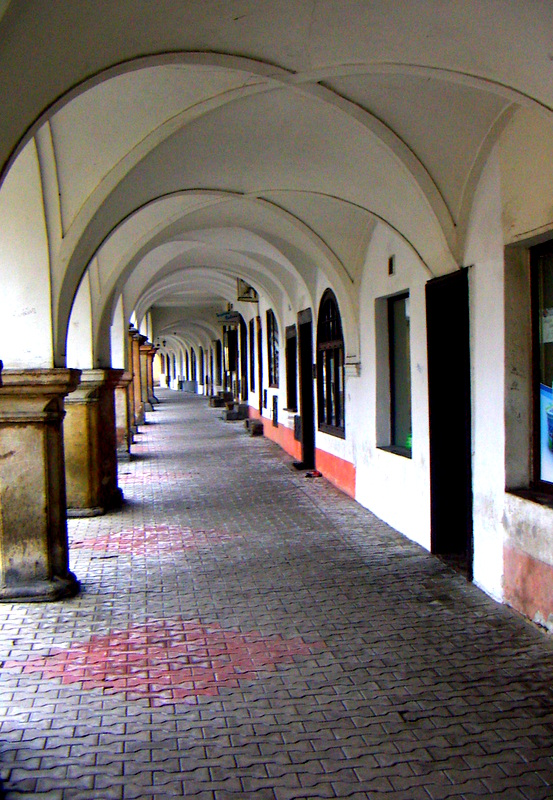
Podloubí
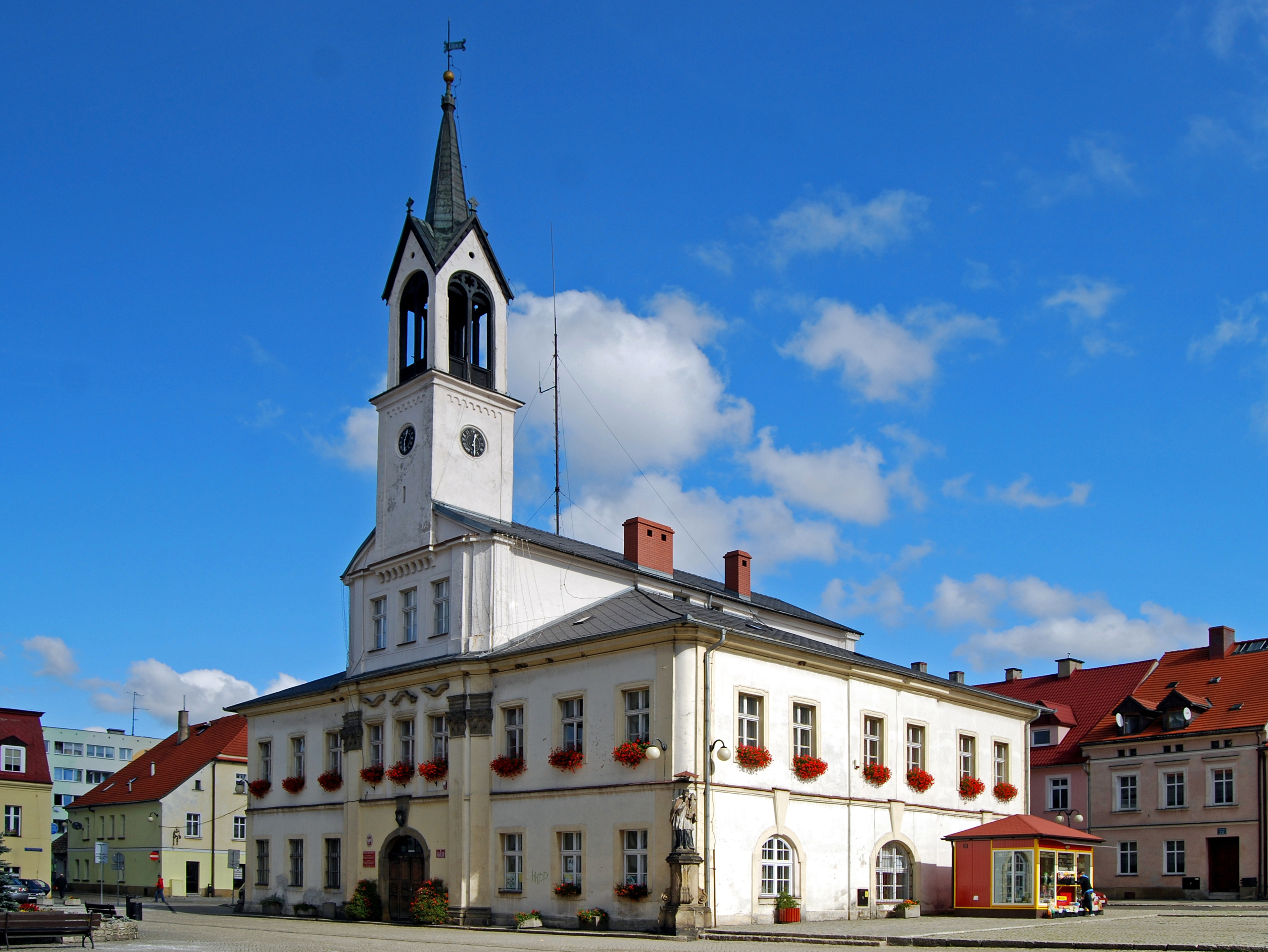
Radnice
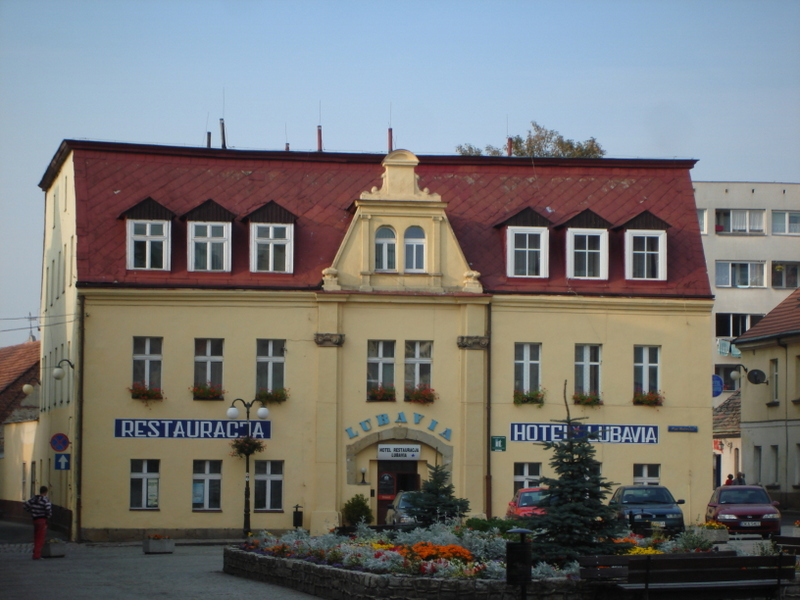
Hotel
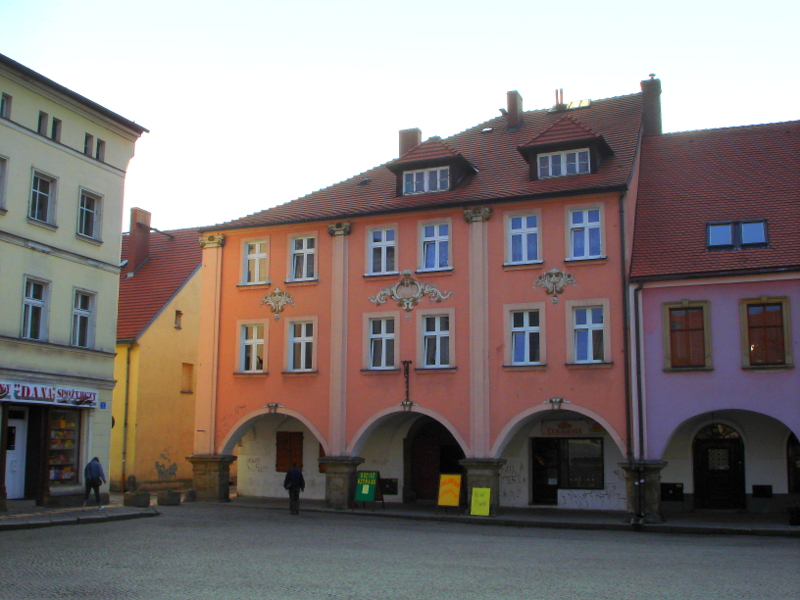
Náměstí